# كاميسيز مارا
كاميسيز مارا هو سياسي راحل من فيجي، شغل منصب رئيس فيجي للفترة من 16 ديسمبر 1993 إلى 29 مايو 2000. كما شغل مناصب نائي الرئيس ورئيس الوزراء ورئيس المعارضة وغيرها.